# Thrombophilie par mutation du facteur V
 Mise en garde médicale
La  thrombophilie par mutation du facteur V (ou résistance à la protéine C activée), généralement appelée simplement facteur V Leiden, est la plus fréquente des thrombophilies. La fréquence de cette mutation ponctuelle, à l’état hétérozygote, dans la population européenne en fait une question de pratique courante. Elle a été identifiée en 1994 à Leyde (Pays-Bas) par le professeur R. Bertina et ses collaborateurs.

## Autres noms de la maladie
- Mutation de Leiden
- Mutation du facteur V de Leiden
- Mutation du facteur V de Leiden avec résistance à la protéine C activée

## Cause
Normalement, la thrombine convertit le facteur V en sa forme active, laquelle est dégradée par la protéine C activée.
La mutation du gène F5  (gène codant le facteur V) situé sur le locus q23 du chromosome 1, consistant en la substitution au niveau du nucléotide 1691 d'une guanine par une adénine, aboutit à la synthèse d'un facteur (dit "facteur V Leiden") résistant à la dégradation par la protéine C activée.

## Incidence
La prévalence varie considérablement selon les populations. Le taux le plus haut est dans la population blanche puisque 5 à 8 % de cette population serait hétérozygote pour cette mutation avec des variations considérables selon les pays (10 à 15 % d’hétérozygotes en Suède, 2 à 3 % en Grèce) La prévalence des homozygotes est de 1⁄5000.
La mutation est très rare dans les populations noires, asiatiques et les aborigènes australiens.

## Description
Cette affection entraîne une coagulation du sang plus rapide, ce qui provoque des caillots pouvant conduire à des maladies thrombo-emboliques par thrombose veineuse ou artérielle.

## Diagnostic

### Clinique
Aucune caractéristique clinique ne permet d’évoquer le diagnostic de thrombophilie par mutation du facteur V. Le risque de survenue d'une maladie thrombo-embolique est multiplié par quatre, et par dix en cas de mutation sur les deux allèles. Une personne porteuse de la mutation sur dix fera une complication thrombo-embolique durant sa vie. Ce risque se cumule avec les autres facteurs de risque : une femme porteuse de la mutation et prenant une contraception orale a un risque trente fois supérieur par rapport à une femme ne prenant pas de contraception et indemne de la mutation.
La conférence de consensus de 2001 du collège américain de génétique clinique recommande la recherche de la mutation dans les cas ci-dessous :
- maladie thrombo-embolique avant 50 ans ;
- une thrombose veineuse sans contexte particulier à n’importe quel âge ;
- maladie thrombo-embolique récurrente ;
- thrombose veineuse de site inhabituel : cérébrale, hépatique, mésentérique, etc.
- maladie thrombo-embolique pendant la grossesse, le post-partum ;
- maladie thrombo-embolique sous contraception orale ou traitement hormonal substitutif ;
- une première thrombose avec des antécédents familiaux importants de maladie thrombo-embolique (la définition d’importance n’a pas été faite).

Les autres manifestations ci-dessous peuvent aussi être prises en compte :
- perte fœtale inexpliquée du deuxième ou troisième trimestre ;
- grossesse compliquée de pré-éclampsie, d’hématome rétro-placentaire et de retard de croissance intra-utérin ;
- thrombose chez les femmes prenant du tamoxifène ou un modulateur sélectif des récepteurs aux œstrogènes
- femme de moins de 50 ans, fumeuse et faisant un infarctus du myocarde ;
- personne de plus de 50 ans faisant une thrombose en l’absence de cancer ou de prothèse vasculaire ;
- femme dont un des membres de la famille est porteur de la mutation et qui désire prendre une contraception orale ou être enceinte ;
- membre d’une famille avec une mutation connue.

Il n'y a pas d'indication à réaliser un dépistage systématique dans la population générale ou avant une grossesse ou avant la prise de contraception orale ou d'un modulateur sélectif des récepteurs aux œstrogènes, ainsi que devant une thrombose artérielle, le risque absolu de complications restant faible.

### Biologique
Le test de dépistage est un test phénotypique qui a la même sensibilité et la spécificité que le diagnostic génétique. Le test fonctionnel évaluant la résistance plasmatique à la protéine C activée (RPCA) permet de dépister plus de 90 % des mutations. Mais il existe quelques limites dans son interprétation et il ne permet pas de différencier de façon fiable les sujets hétérozygotes des homozygotes. Ce test est indifférent vis-à-vis des traitements anticoagulants en cours.

### Génétique
La recherche de la mutation par substitution de l’adénine par la guanine au niveau du nucléotide 1691 du gène F5 est positif dans 100 % des cas.
Le test le plus simple qui peut être fait est l'utilisation de l'enzyme de restriction MnlI. La mutation se situe au milieu d'un site de coupure de l'enzyme, et donc une simple PCR, un traitement de l'ADN avec MnlI, puis une électrophorèse fournit un diagnostic rapide.
On peut également utiliser la courbe de fusion en PCR en temps réel. La présence de deux pics différents montrent la présence ou non de la mutation.
En France, il est obligatoire d’informer le patient de la réalisation de ce test sur l’ADN génomique, et de se conformer dans ces circonstances à la législation en vigueur.

## Diagnostic différentiel
Devant une augmentation de résistance à la protéine C activée doivent être éliminées :
- un Taux élevé de facteur VIII ;
- une Grossesse ;
- la présence d'un anticoagulant lupique ;

## Prise en charge d’une personne porteuse d’une mutation
En cas de dépistage systématique, la personne n'ayant aucun antécédent de maladie thromboembolique, aucune précaution particulière n'est à prendre, si ce n'est éviter les autres facteurs de risque (tabagisme, contraception œstroprogestative)
En cas de dépistage à la suite d'un premier accident thrombo-embolique (et d'autant plus si les accidents sont répétés), la durée de l'anticoagulation par anti-vitamine K (AVK) doit être prolongée durablement (« à vie »). La place des nouveaux anticoagulants oraux n'est, pour l'instant, pas établie.